# Warcisław V de Poméranie
Warcislaw V de Poméranie (en polonais Warcisław V, en allemand Wartislaw V.) est né en 1326 et est décédé en 1390. Il est duc de Poméranie.
Warcislaw V est le fils cadet de Warcisław IV de Poméranie et d’Élizabeth de Silésie. Il est le frère de Boguslaw V et de Barnim IV. 
Le 24 février 1343 à Poznań, Warcisław et ses deux frères concluent une alliance avec Casimir III le Grand contre les Teutoniques. En cas de guerre entre la Pologne et les Chevaliers teutoniques, les ducs poméraniens s’engagent à fournir 400 combattants à la Pologne et à empêcher le passage par leur territoire de chevaliers venant de l’ouest de l’Europe pour soutenir les Teutoniques. 
Après la mort de Barnim IV en 1365, les relations entre Boguslaw V et Warcislaw V se détériorent et une guerre éclate entre les deux frères. Warcislaw, soutenu par le prince de Mecklembourg, réclame une partie du duché pour lui seul. À la fin de l’année 1367, un accord est conclu entre les protagonistes. Boguslaw V garde la Poméranie centrale (la partie de la Poméranie occidentale à l'est de l'Oder). Les fils de Barnim IV (Warcislaw VI et Boguslaw VI) reçoivent la Poméranie occidentale avec Rügen et Usedom. Warcisław V obtient le petit duché indépendant de Szczecinek qui n’existera que jusqu’à sa mort en 1390. À partir de 1368, Warcisław réside au château de Szczecinek.
Warcisław V aime la vie mondaine, la chasse et les voyages. Lors de ceux-ci, il passe souvent la nuit dans des monastères qui bénéficient de ses largesses financières. Les moines lui donnent le surnom de Pater noster. Il se passionne aussi pour l’élevage des animaux.